# Georges Joseph Dufour
Pour les articles homonymes, voir Dufour.
Georges Joseph Dufour, né le 15 mars 1758 à Saint-Seine-l'Abbaye, en Bourgogne, et mort le 10 mars 1820 à Bordeaux, est un général français de la Révolution et de l'Empire.

## Biographie

### Du simple soldat au général de division
Georges Joseph Dufour naît le 15 mars 1758 à Saint-Seine-l'Abbaye (actuel département de la Côte-d'Or) et est baptisé le même jour. Il est le fils d'un médecin bourguignon, Claude Bernard Dufour, et de son épouse, Anne Catherine Fischer. 
Il entre volontairement dans le régiment de Nivernais et part dans les premiers jours de la Révolution à la tête d'un bataillon de la Charente. Se trouvant dans Verdun en 1792, au moment où les Prussiens s'emparent de la place, il est au nombre des officiers qui refusent de signer la capitulation. Il coopére ensuite à la prise de Namur, est blessé lors de la bataille de Neerwinden en 1793 et fait la guerre de Vendée en qualité de général de brigade, nommé le 27 avril 1794.
La même année, il se distingue à la défense du pont de Huningue et aux actions que livre l'aile droite de l'armée. Nommé général de division le 13 juin 1795, Dufour est blessé le 24 septembre 1795 au combat de Handschuhsheim qu'il perd contre les Autrichiens de Quasdanovich. Après le passage du Rhin près de Strasbourg en 1798, c'est lui qui vient complimenter à Bâle le général Napoléon Bonaparte qui se rend à Rastadt. En 1799, il ouvre la campagne sous les ordres du général Bernadotte et se jette dans la forteresse de Mayence, menacée par l'archiduc Charles. À l'armée de Hollande, il contribue à repousser les Anglais et les Russes.

### En retrait des champs de bataille, 1798-1820

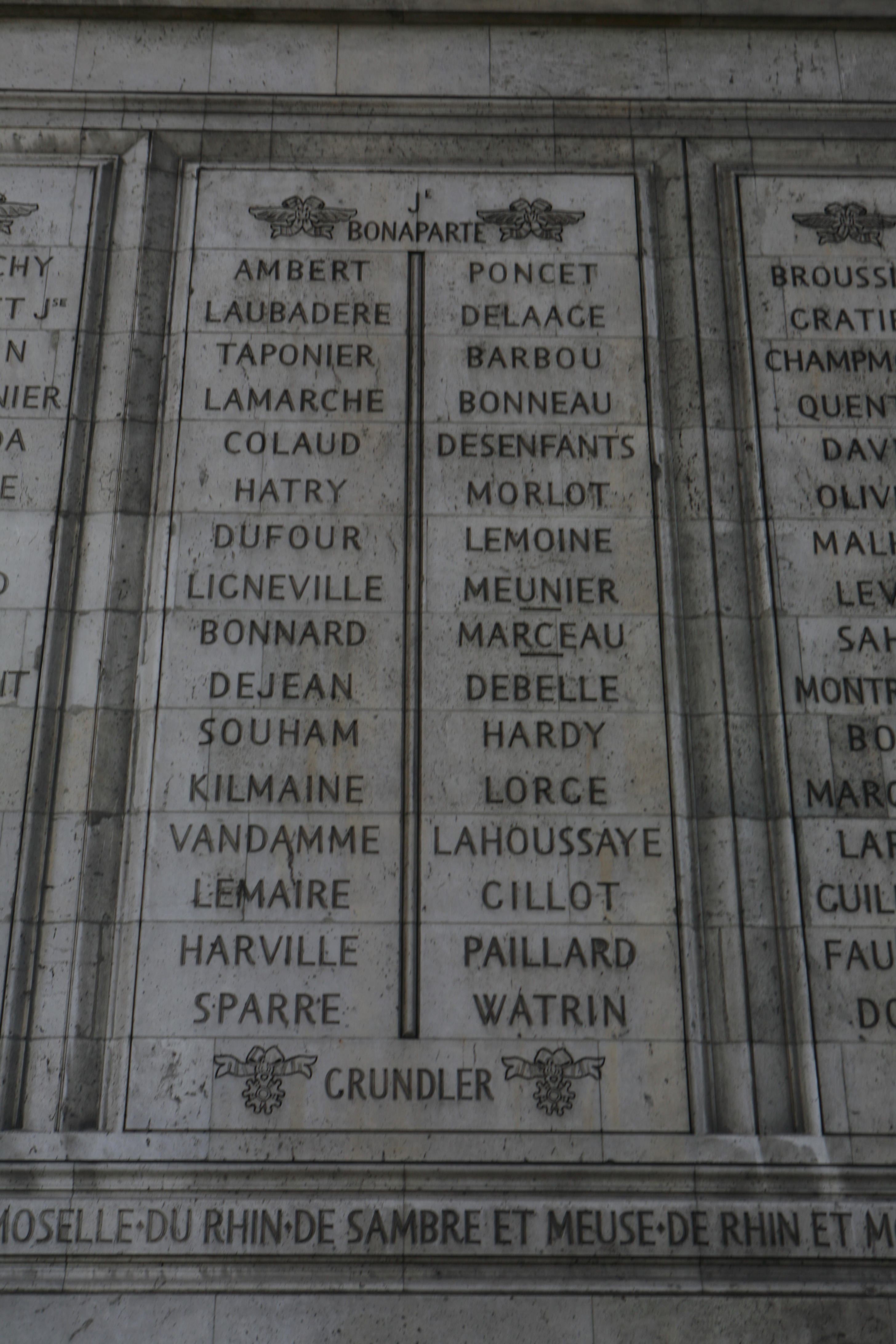
Noms gravés sous l'arc de triomphe de l'Étoile : pilier Nord, 5e et 6e colonnes.

Placé dans le parti démocratique du conseil des Cinq-Cents, le général Dufour est porté sur la liste des candidats destinés à remplacer les directeurs Merlin de Douai, la Révellière-Lépeaux et Treilhard, renversés au 30 prairial. À partir du 18 brumaire, il n'est plus employé que dans l'intérieur. Il commande à Nantes en 1809, lorsque Napoléon cesse de l'employer. Le républicain Dufour s'est souvent montré hostile au gouvernement impérial.
Retiré à Bordeaux, il offre ses services à Napoléon à son retour de l'île d'Elbe. Il est représentant de la Gironde à la chambre des Cent-Jours et parait à la cérémonie du Champ de mai en tant que commandant des gardes nationales de ce département. Après le second retour des Bourbons, le général Dufour est arrêté, conduit à la prison de l'Abbaye et détenu jusque vers la fin de 1816, ou au début de 1817. 
Il meurt le 10 mars 1820 à Bordeaux.